# Isahaya
Isahaya (諫早市, Ishaya-shi) est une ville japonaise située dans la préfecture de Nagasaki.

## Géographie

### Situation

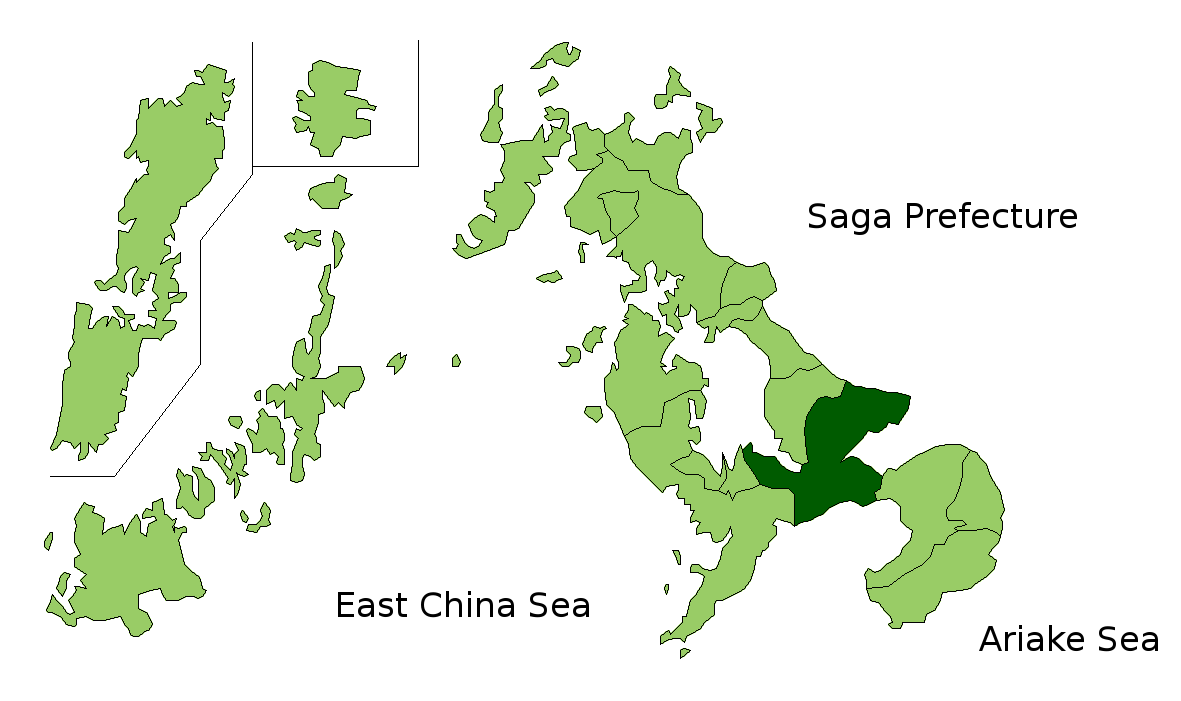
Isahaya dans la préfecture de Nagasaki.

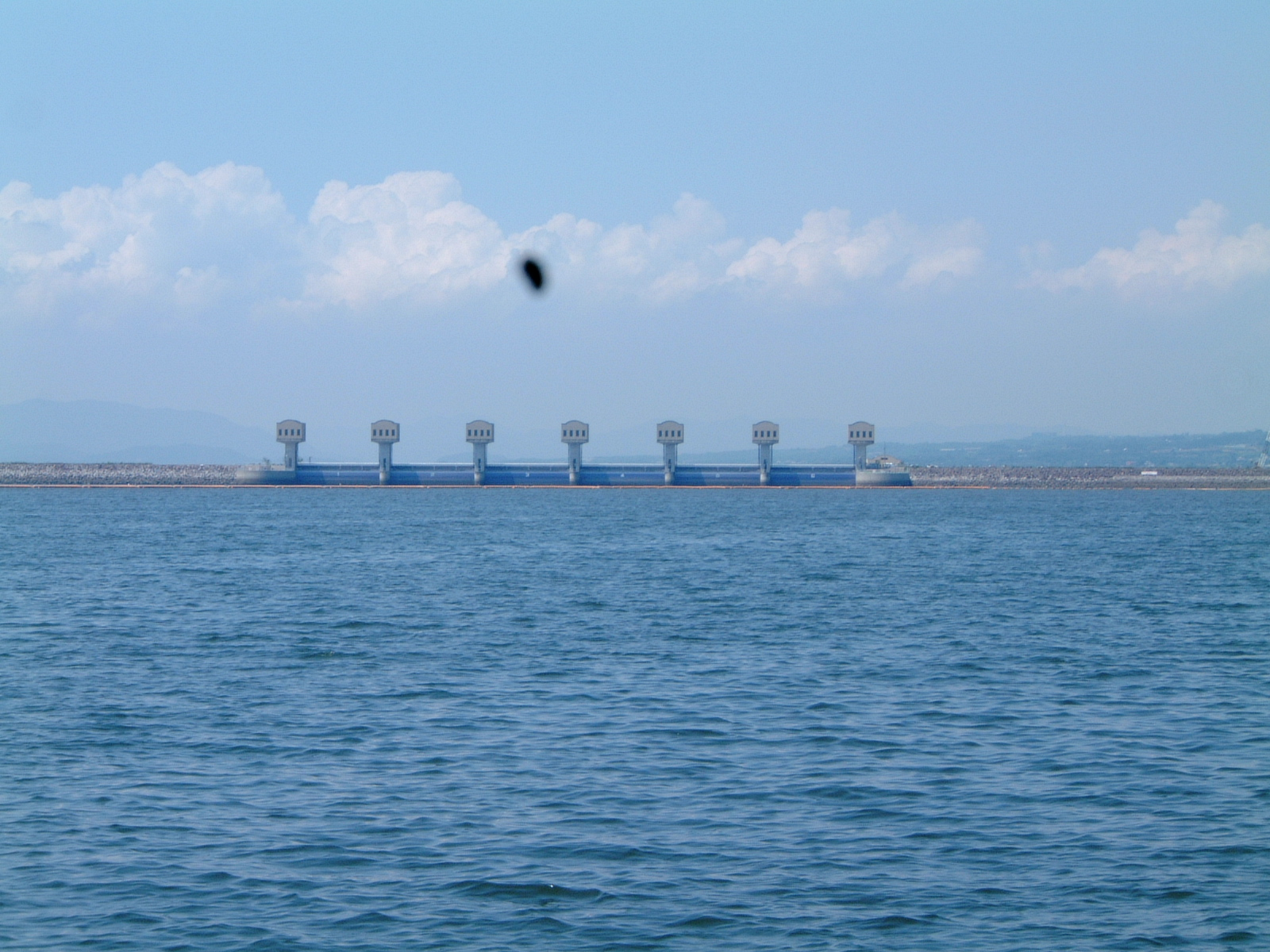
Vue de la digue dans la baie d'Isahaya.

Isahaya est située dans le sud-est de la préfecture de Nagasaki, entre la péninsule de Nishisonogi à l'ouest, les monts Takayama au nord et la péninsule de Shimabara au sud-est.

### Démographie
En 2015, la ville d'Isahaya avait une population estimée à 137 982 habitants, répartis sur une superficie de 321,23 km2 (densité de population de 439 hab./km2).

### Hydrographie
La ville est bordée par la baie d'Ōmura au nord-ouest, la mer d'Ariake à l'est et la baie de Tachibana au sud.

## Histoire
La ville d'Isahaya a été fondée le 1er septembre 1940.

## Culture locale et patrimoine

### Patrimoine naturel
- Le parc Isahaya

## Transports
La ville est desservie par les routes nationales 34 (国道34号), 57 (国道57号), 207 (国道207号) et 251 (国道251号).
Isahaya est desservie par la ligne Shinkansen Nishi Kyūshū et les lignes classiques Nagasaki et Ōmura de la JR Kyushu, ainsi que par la ligne de la compagnie privée Shimabaratetsudou. La gare d'Isahaya est la principale gare de la ville.

## Personnalités liées à la municipalité
À Isahaya sont nés ou décédés :
- Miguel Chijiwa (-1633), membre de l'ambassade Tenshō
- Ashura Hara (1947-2015), joueur de rugby et catcheur professionnel
- Kanari Hamaguchi (1985-), joueuse de volley-ball
- Koji Yakusho (1957-), acteur
- Masaru Matsuhashi (1985-), footballeur
- Yukari Miyata (1989-), joueuse de volley-ball